# TGV inOui
TGV inOui é o nome comercial do serviço premium do TGV operado pela SNCF desde 27 de maio de 2017 em algumas linhas de alta velocidade. A SNCF está no processo de substituir os serviços tradicionais do TGV com o serviço de luxo inOui e e o de baixo custo Ouigo, em preparação para a futura abertura do mercado de trens de alta velocidade francês à competição. O nome inOui foi escolhido porque soa como a palavra francesa inouï que significa "extraordinário".

## História
Em 2017, os trens TGV inOui foram testados na linha Paris-Bordéus-Toulouse.
A marca foi oficialmente apresentada em setembro de 2018 e visa substituir os atuais TGVs com mais conforto e conectividade. Em dezembro de 2018, os trens circulavam entre Lille, Marselha e Nice vindos de Paria, e passou a atender toda a rede em 2020.